# Willa „Chopin” w Sułoszowej
Willa „Chopin” w Sułoszowej – znajdująca się w powiecie krakowskim, w gminie Sułoszowa, w Sułoszowej.
Obiekt został wpisany do rejestru zabytków nieruchomych województwa małopolskiego.